# Гончарова, Александра Николаевна
Алекса́ндра Никола́евна Гончаро́ва (27 июня или 7 августа 1811 — 9 августа 1891, Бродзяны, Венгрия, ныне Словакия) — в замужестве баронесса Фо́гель фон Фри́зенгоф, фрейлина, сестра Н. Н. Пушкиной.

## Биография

### Детство и юность
Средняя из дочерей Николая Афанасьевича и Натальи Ивановны Гончаровых, Александра, родилась под Санкт-Петербургом на мызе княгини Барятинской. Как и все дети Гончаровы (всего их было шестеро — три брата и три сестры), она получила хорошее домашнее образование. Детство и юность провела в Москве и поместьях Ярополец и Полотняный Завод. 
Отец с 1814 года серьёзно болел, семейными делами занималась мать, женщина властная, с тяжёлым характером. Весной 1831 года руки Александры просил сосед по имению, калужский помещик Александр Юрьевич Поливанов (в сватовство был также вовлечён и Пушкин, вероятно, по настоянию своей жены), но мать по неизвестным причинам не дала согласия на этот брак (некоторые исследователи полагают, что свою роль сыграла причастность брата Поливанова к делу декабристов).
После замужества младшей сестры Натальи (1831) и отъезда её с мужем в Петербург, Александру и её сестру Екатерину отправили в Полотняный Завод, где они провели три года. В деревне девушки были предоставлены сами себе: мать, жившая в Яропольце, лишь изредка приезжала на Завод и, судя по родственной переписке, отношения между ней и дочерьми были натянутыми. Дед, Афанасий Николаевич, проживавший остатки некогда миллионного состояния Гончаровых, не желал «тратить денег на „барышень“». Единственными занятиями Александры и Екатерины были верховая езда (в поместье были манеж и конный завод) и чтение. Александра также занималась музыкой: она играла на фортепиано, и брат Иван, разделявший увлечение сестры, присылал ей из Петербурга «большие пачки нот».
В письмах родным сёстры жаловались на равнодушие семьи: время шло, а с ним уходили и надежды устроить свою личную жизнь. Со смертью деда (1832), когда во главе гончаровского майората встал их брат Дмитрий, для Александры и Екатерины ничего не изменилось — они по-прежнему жили в деревне. Младшая сестра собиралась навестить их летом 1833 года, однако, после вторых родов долго болела, и поездка в калужскую деревню не состоялась. Летом 1834 года Наталья Николаевна всё-таки приехала к сёстрам и, как уже было решено, забрала их с собой в Петербург.

### Петербург

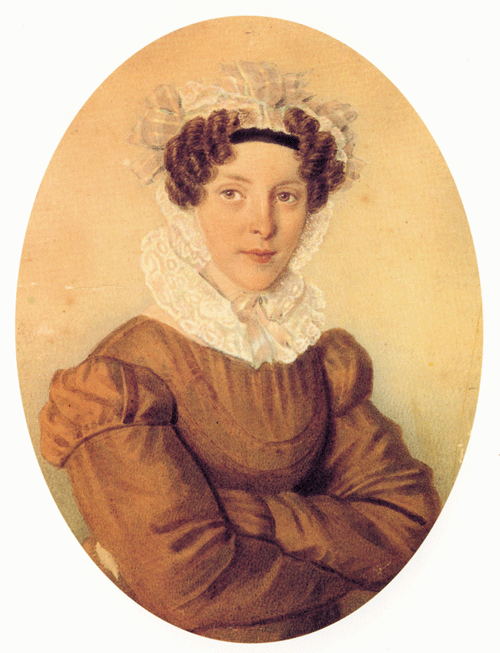
А. Н. Гончарова. Конец 1820-х — начало 1830-х годов

Наталья Николаевна уговорила мужа (поначалу он не одобрял идеи переезда девушек в Петербург) принять её сестёр, да и сам он понимал, в каком нелёгком положении были они. Александра и Екатерина поселились у Пушкиных и стали выезжать в свет. Из своего содержания, выплачиваемого им братом Дмитрием, они вносили долю за стол и квартиру.
Поначалу предполагалось, что обе сестры станут фрейлинами. Пушкин летом 1834 года писал жене в Полотняный Завод:

…Охота тебе думать о помещении сестёр во дворец. Во-первых вероятно откажут; а во-вторых, коли и возьмут, то подумай, что за скверные толки пойдут по свинскому Петербургу. <…> Мой совет тебе и сёстрам быть подале от двора; в нём толку мало. Вы же не богаты. На тётку нельзя вам всем навалиться.

Екатерина вскоре после переезда получила стараниями тётки Е. Загряжской фрейлинский шифр, но, вопреки обычаю, не переехала во дворец, а продолжала жить у младшей сестры. Долгое время считалось, что Александра чуждалась светской жизни и в Петербурге взяла на себя ведение хозяйства Пушкиных. По рассказам Вяземской, записанным Бартеневым, «хозяйством и детьми должна была заниматься» Александра. Косвенное подтверждение этого комментаторы видят в письме Пушкина к Нащокину от 27 мая 1836 года, передающем случай с его сыном «Сашкой»: «Ему запрещают (не знаю зачем) просить, чего ему хочется. На днях говорит он своей тётке: „Азя! [домашнее имя Александры] Дай мне чаю! я просить не буду“». Однако письма сестёр Гончаровых 1834—1837 годов свидетельствуют о том, что она не была домоседкой и если, в силу своей близости с младшей сестрой, и принимала больше участия в делах её семьи, то не настолько, чтобы занимать положение хозяйки дома.
В Петербурге Александра Николаевна познакомилась с братом А. О. Смирновой Аркадием Россетом и увлеклась им. В октябре 1836 года, в начале нового петербургского сезона, С. Карамзина писала:

…возобновились наши вечера, на которых с первого дня заняли свои привычные места Натали Пушкина и Дантес, Екатерина Гончарова рядом с Александром, Александрина — с Аркадием.

Судя по этому письму, ухаживание Россета началось, вероятно, ранее 1836 года. Со стороны Александры это, видимо, было серьёзным увлечением, однако брак не состоялся: Россет был беден, а в связи с последующей трагедией и отъездом Гончаровой вместе с овдовевшей сестрой в деревню, отношения прервались.
Александра отличалась высоким ростом, сложением своим походила на Наталью Николаевну, но черты лица её, в отличие от матовой бледности красавицы сестры, отдавали некоторой желтизной. Легкое косоглазие Натали (поэт называл её «моя косая мадонна»), придающее прелесть её задумчивому взору, у Александры преображалось в косой взгляд, отнюдь не украшавший девушку. По сообщению её племянницы А. Араповой,

…люди, видевшие обеих сестёр рядом, находили, что именно это предательское сходство служило в явный ущерб Александре Николаевне.

Н. Раевский, побывавший перед Второй мировой войной в замке Фризенгофов Бродзяны, видел портреты Александры Николаевны, хранившиеся там, и пришёл к выводу, что «в молодости она была далеко не так некрасива, как обычно думают…»

### А. Гончарова и Пушкин
В пушкиноведении нет единого мнения по поводу отношения Александры Николаевны к Пушкину. Довольно долго считалось, что средняя из сестёр Гончаровых была влюблена в поэта и даже состояла с ним в связи. Мнение сложилось под влиянием рассказов современников — близкого знакомого Дантеса князя А. Трубецкого, а также В. Вяземской в пересказе Бартенева. Но эти лица лишь передавали слова Полетики, которой якобы делала признания сама Александра Николаевна, что издатели писем сестёр Гончаровых, И. Ободовская и М. Дементьев считают невозможным — Александра никогда не была особенно дружна с Полетикой, и, по их мнению, не могла делать ей подобные «признания».
В своих воспоминаниях Арапова повторяет слухи о связи. Ссылаясь на свидетельства няни, передаёт рассказ о том, что однажды Александра потеряла цепочку с крестом, которую никогда не снимала: слуги перевернули весь дом нашли цепочку в постели Пушкина. Ободовская и Дементьев решительно отвергают даже возможность того, что Александра была любовницей Пушкина. Дружба между двумя сёстрами, продолжавшаяся до конца жизни Натальи Николаевны, то, что несмотря на трудные отношения со вторым мужем Натальи, Ланским, Александра жила с новой семьёй сестры до своего замужества, всё говорит против этого предположения. Сообщение же Араповой о том, что Пушкин «не допустил» Александру Николаевну попрощаться с ним перед смертью опровергается воспоминаниями Данзаса: «Пушкин пожелал видеть жену, детей и свояченицу свою Александру Николаевну Гончарову, чтобы с ними проститься».
Известна и версия о влюблённости Александры Гончаровой в Дантеса, она была выдвинута пушкинистом М. Яшиным, упоминается об этом и в материалах о средней из сестёр Гончаровых, собранных А. Ахматовой. Доказательство основывалось на письме Александры Николаевны, где она, как считали, называла Дантеса «образцовым молодым человеком». После изучения французского оригинала была обнаружена запятая, пропущенная при переводе — эти слова относились к другому лицу. Известно и письмо Александры Николаевны к брату Дмитрию, написанное буквально накануне дуэли, где она характеризует свои отношения с «дядей и племянником» (так она называла Геккерна и Дантеса) как очень холодные.

### Замужество

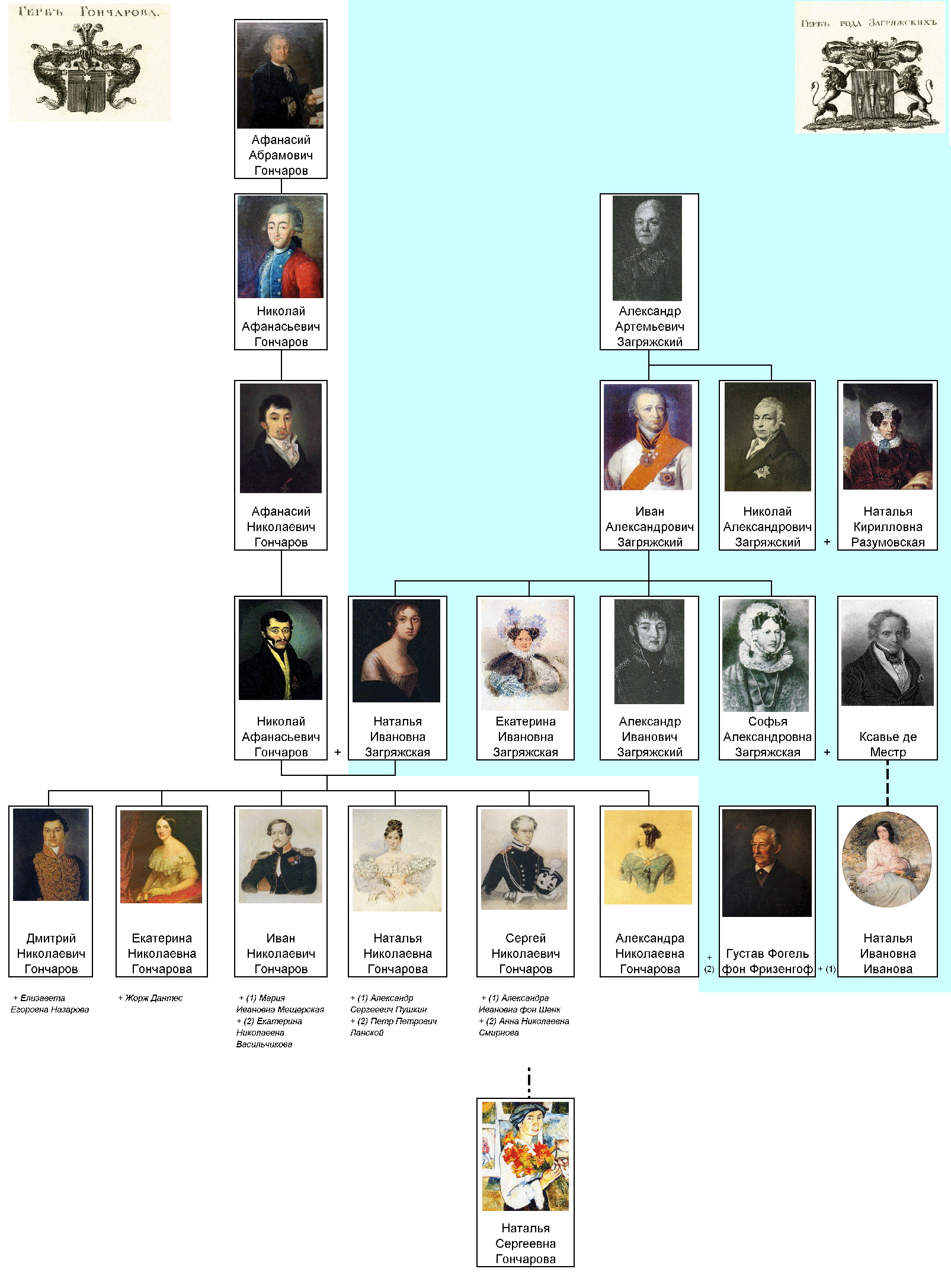
Родственные связи Гончаровых и Фризенгофов

После гибели Пушкина вместе с Натальей Николаевной и её детьми жила в Полотняном Заводе. Осенью 1838 года вернулась с сестрой в Петербург. По протекции Е. И. Загряжской пожалована во фрейлины императрицы в январе 1839 года.
Сёстры Гончаровы были дружны с супругами Фризенгоф. Наталья Ивановна Фризенгоф (1801—1850) до замужества носила фамилию Иванова и была воспитанницей их тётки Софьи Ивановны де Местр. По некоторым предположениям, Наталья Ивановна была незаконнорождённой дочерью Александра Ивановича Загряжского если это действительно так, то она и Гончаровы были двоюродными сёстрами. Фризенгофы навещали семью Пушкина в Михайловском в 1841 году. Густав Фризенгоф с 1839 года служил в австрийском посольстве в Петербурге. В 1841 году был отозван в Вену. Фризенгофы вернулись в Россию в 1850 году. 12 октября того же года 49-летняя Наталья Ивановна скончалась от апоплексического удара и была похоронена в Александро-Невской Лавре, в последние дни за ней ухаживала Александра Николаевна. Вероятно, в конце зимы 1851 года Фризенгоф сделал предложение Александре Николаевне. 
Свадьба состоялась 18/6 апреля 1852 года. Брак оказался счастливым. Фризенгофы жили в Вене и в поместье Бродзяны. По всей видимости, на родину Александра Николаевна более не приезжала, но поддерживала отношения с родственниками и друзьями из России. К супругам приезжали родственники Александры Николаевны, в том числе и её сестра — Наталья Николаевна. Александра Николаевна похоронена в Бродзянах.
Воспоминаний Александра Николаевна не оставила. Перед смертью она уничтожила большую часть личных бумаг, а позднее дочь по её просьбе сожгла оставшееся. Единственный рассказ о петербургских событиях, исходящий от Александры Николаевны, известен по письму Густава Фризенгофа, написанному, вероятно, по её поручению в 1887 году (в то время она была уже парализована). Письмо адресовано её племяннице А. Араповой, собиравшей материал для своей книги о матери, и содержит рассказ о событиях, предшествовавших последней дуэли и смерти Пушкина.

## Дети
Дочь — Наталья Густавовна (27.03.1854—1937), родилась в Вене, крестница графини Е. М. Фроловой-Багреевой; замужем (морганатический брак) за герцогом Антуаном-Готье-Фредериком-Элимаром Ольденбургским (1844—1896).

## Комментарии
1. ↑  Е. И. Загряжскую.